# Área nacional de recreación Isla Santay
El Área Nacional de Recreación Isla Santay es un área protegida de Ecuador, ubicado en la provincia de Guayas, cantón Durán. Entre las ciudades de Durán y Guayaquil, en medio del Río Guayas

## Geografía
Las islas son el resultado de miles de años de acumulación de sedimentos traídos por los ríos Daule y Babahoyo. Como todas las islas sedimentarias, Santay y Gallo son planas; en época de invierno, durante las crecidas importantes del río Guayas, se inundan de manera temporal.
La riqueza de sus suelos fue una de las razones para que en el pasado se establecieran varias haciendas agrícolas y se desarrollaran extensos campos de cultivo de arroz.
- Datos: Q25406873